# Edsel Ranger
Edsel Ranger – samochód osobowy klasy luksusowej produkowany pod amerykańską marką Edsel w latach 1958–1960.

## Pierwsza generacja

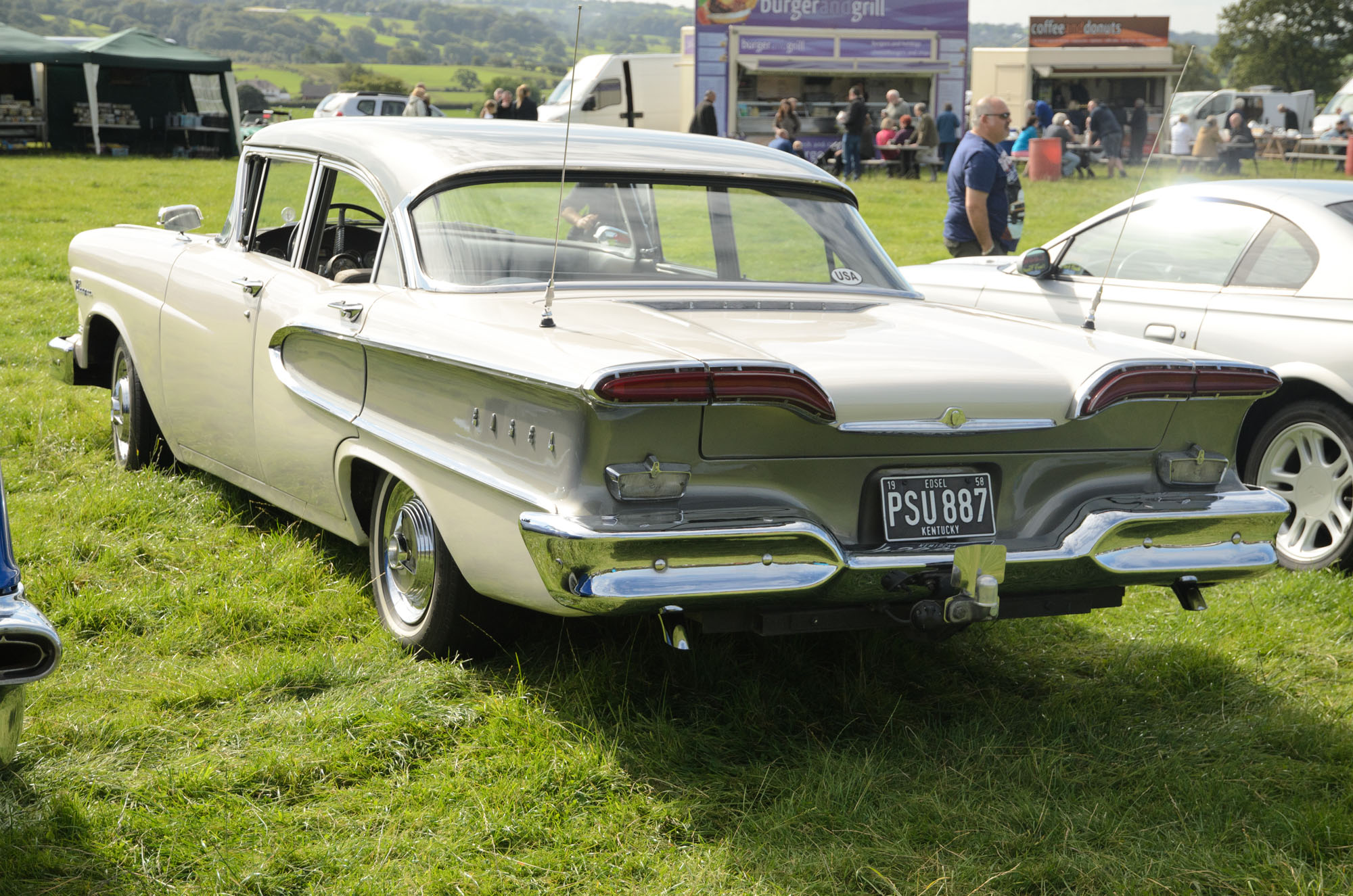
Edsel Ranger I - tył

Edsel Ranger I została zaprezentowana po raz pierwszy w 1958 roku.
Podobnie do innych modeli Edsela z 1958 roku, pierwsza generacja modelu Ranger wyróżniała się awangardową stylistyką z dużą ilością owalnych i wyraźnie zaznaczonych akcentów. Pas przedni zdobiła charakterystyczna, owalna atrapa chłodnicy, z kolei tylne nadkole urozmaicało przetłoczenie w innym kolorze niż lakier na nadwoziu.

### Dane techniczne (R6 3.6)
- R6 3,6 l (3639 cm³), 2 zawory na cylinder, OHV
- Średnica × skok tłoka: 91,90 mm × 91,44 mm
- Stopień sprężania: 8,4:1
- Moc maksymalna: 147 KM (108 kW) przy 4000 obr./min
- Maksymalny moment obrotowy: 279 Nm przy 2000 obr./min

## Druga generacja

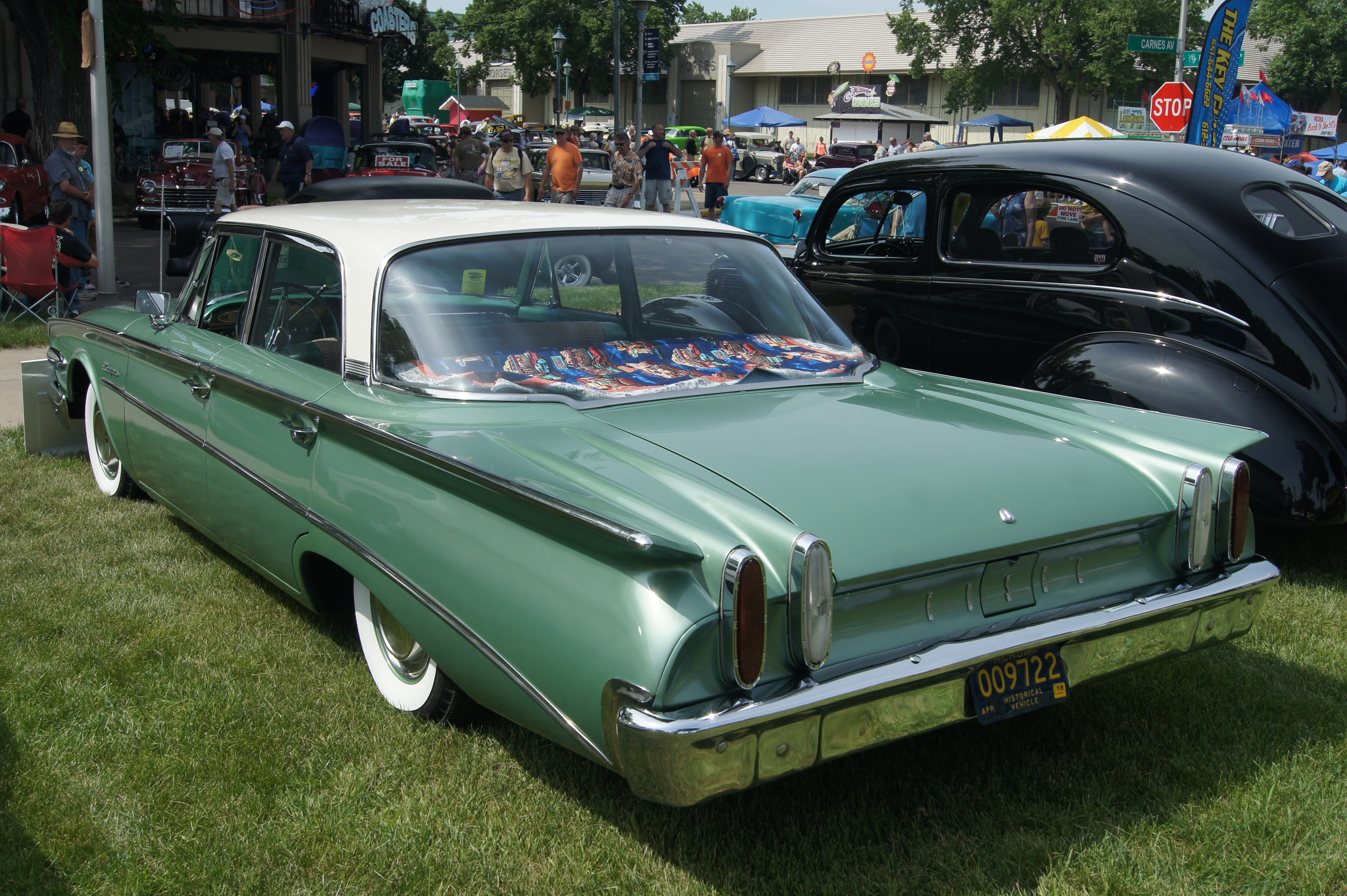
Edsel Ranger II - tył

Edsel Ranger II została zaprezentowana po raz pierwszy w 1959 roku.
Druga generacja Edsela Rangera przeszła obszerne modyfikacje wizualne, porzucając kontrowersyjną stylistykę poprzednika na czele z owalną atrapą chłodnicy. Zamiast tego, samochód zyskał bardziej stonowane linie nadwozia, z charakterystycznymi podwójnymi reflektorami oraz lampami. Produkcja trwała niecały rok z powodu likwidacji marki Edsel.

### Dane techniczne (V8 4.8)
- V8 4,8 l (4786 cm³), 2 zawory na cylinder, OHV
- Średnica × skok tłoka: 95,20 mm × 84,00 mm
- Stopień sprężania: 8,8:1
- Moc maksymalna: 230 KM przy 4400 obr./min
- Maksymalny moment obrotowy: 39,4 mkG przy 2200 obr./min